# مها الغنيم
مها آل الغنيم هي سيدة أعمال كويتية شغلت منصب الرئيس والمدير العام لشركة بيت الاستثمار الخليجي.
في وقت سابق من حياتها المهنية؛ شاركت كمساعد للمدير العام لإدارة الأصول في شركة استثمارية كويتية. كما شاركت في تأسيس GIH بيت الاستثمار العالمي في عام 1998 والذي أصبح مدرجا في بورصة لندن في عام 2008. وبحلول عام 2006، تمكن بيت الاستثمار العالمي من جني ما قيمته 7 مليارات دولار من خلال الأصول التي يملكها والتي يمول بها شركات صاعدة وناشئة، كما قام بيت الاستثمار العالمي باقتحام السوق الهندية؛ الصينية والتركية وفي عام 2005 ساعد بيت الاستقمار العالمي إم تي إن جروب من أجل ضمان مقر رسمي للمجموعة في كل من لندن ودبي مع تمويل بلغ 200 مليون دولار. ووفقا لبلومبرغ فمها كانت رئيس بيت الاستثمار العالمي في الفترة ما بين آذار/مارس 2007 وحتى سبتمبر 2014، قبل أن يتم إغلاق الشركة في 17 أبريل 2017. في عام 2010 كانت مها في المركز 94 على لائحة النساء المائة الذين لهن مركز مهم في السلطة.